# Eriophyoidea
Eriophyoidea zijn  een superfamilie van mijten.

## Taxonomie
De volgende families zijn bij de superfamilie ingedeeld:
- Diptilomiopidae
- Eriophyidae
- Phytoptidae